# The Walking Hills
The Walking Hills is een Amerikaanse western uit 1949 onder regie van John Sturges.

## Verhaal
Jim Carey verzamelt een aantal mannen om een verloren kar met goud te gaan zoeken in Death Valley. Tijdens de barre tocht ontstaan er spanningen. Onderweg krijgen ze het gezelschap van de mooie Chris Jackson.

## Rolverdeling
- | Acteur             | Personage     |
| ------------------ | ------------- |
| Randolph Scott     | Jim Carey     |
| Ella Raines        | Chris Jackson |
| William Bishop     | Dave Wilson   |
| Edgar Buchanan     | Old Willy     |
| Arthur Kennedy     | Chalk         |
| John Ireland       | Frazee        |
| Jerome Courtland   | Johnny        |
| Russell Collins    | Bibbs         |
| Josh White         | Josh          |
| Houseley Stevenson | Mr. King      |
| Reed Howes         | Young King    |